# I liga paragwajska w piłce nożnej (2008)
W 2008 roku zmieniony został sposób wyłaniania mistrza Paragwaju. Dotychczas każdy sezon podzielony był na dwa turnieje – Apertura i Clausura. Zwycięzcy obu turniejów walczyli o mistrzostwo kraju – zwycięzca zdobywał tytuł mistrza, natomiast przegrany tytuł wicemistrza Paragwaju. Zmiana upodobniła paragwajski system ligowy do ligi chilijskiej lub argentyńskiej – sezon tak jak uprzednio podzielono na turnieje Apertura i Clausura, z tą różnicą, że zwycięzcy tych turniejów zdobywali tytuł mistrza Paragwaju. Pierwszy raz w dziejach w jednym sezonie mistrzostwa Paragwaju rozegrane zostały dwukrotnie.
Mistrzem Paragwaju turnieju Apertura został klub Club Libertad, natomiast wicemistrzem Paragwaju turnieju Apertura – Club Nacional.
Mistrzem Paragwaju turnieju Clausura został klub Club Libertad, natomiast wicemistrzem Paragwaju turnieju Clausura – Club Guaraní.
Do turniejów międzynarodowych zakwalifikowały się następujące kluby:
- Copa Libertadores 2009: Club Libertad, Club Guaraní, Club Nacional.
- Copa Sudamericana 2009: Club Libertad, Cerro Porteño.

O spadku do drugiej ligi decydował średni dorobek z trzech ostatnich sezonów. Ostatecznie spadł tylko jeden klub – Silvio Pettirossi Asunción, a na jego miejsce awansował mistrz II ligi klub Club Rubio Ñú.
W barażu klub 3 de Febrero Ciudad del Este obronił swój pierwszoligowy byt w starciu z klubem General Caballero Asunción.

## Torneo Apertura 2008

### Apertura 1
| Data           | Mecz |
| -------------- | --- |
| 15 lutego 2008 | Club Sol de América – Sportivo Luqueño 1:3 Luís Alberto Cabral 20 – Thiers Charles da Silva Wether 44, Rubén Gigena 48, Robert Servín 72 |
| 16 lutego 2008 | Club Libertad – Club 2 de Mayo 3:1 Roberto Gamarra 7, 41, Dante López 17 – Emerson Matías 72                                             |
| 17 lutego 2008 | Cerro Porteño – 3 de Febrero Ciudad del Este 2:4 Marcelo Estigarribia 59, César Ramírez Cajes 84 – José Franco 51, 56                    |
| 17 lutego 2008 | Club Guaraní – Tacuary Asunción 2:0 Julián Benítez 16, Carlos Ariel Neumann 85                                                           |
| 17 lutego 2008 | Club Olimpia – Club Nacional 0:1 Raúl Román 48                                                                                           |
| 17 lutego 2008 | Silvio Pettirossi Asunción – 12 de Octubre Itaugua 2:1 Oscar Bareiro 47k – Cristian Maciel 46                                            |

### Apertura 2
| Data           | Mecz |
| -------------- | --- |
| 22 lutego 2008 | Cerro Porteño – Club Sol de América 2:1 Marcelo Estigarribia 38, Luis Cáceres 86 – José Ortigoza 63          |
| 22 lutego 2008 | Club 2 de Mayo – Club Guaraní 2:0 Emerson Matías 34, 36                                                      |
| 24 lutego 2008 | 3 de Febrero Ciudad del Este – Silvio Pettirossi Asunción 0:0                                                |
| 24 lutego 2008 | 12 de Octubre Itaugua – Club Libertad 2:2 Julio Aguilar 69, 87 – Víctor Cáceres 17, Roberto Gamarra 29       |
| 24 lutego 2008 | Tacuary Asunción – Club Olimpia 1:2 César Zayas 53s – Edison Giménez 5, Carlos Humberto Paredes 57           |
| 24 lutego 2008 | Club Nacional – Sportivo Luqueño 1:3 Ariel Bogado 90 – Rubén Gigena 23, Diego Martínez 39k, Robert Servín 54 |

### Apertura 3
| Data           | Mecz |
| -------------- | --- |
| 29 lutego 2008 | Sportivo Luqueño – Tacuary Asunción 1:1 Diego Martínez 39 – Daniel Ferreira 50                                              |
| 29 lutego 2008 | Club Libertad – 3 de Febrero Ciudad del Este 4:0 Roberto Gamarra 5, Edgar Robles 22, Dante López 81, Juan Manuel Olivera 84 |
| 2 marca 2008   | Club Sol de América – Club Nacional 1:3 José Ortigoza 70 – Raúl Piris 50, Fábio Escobar 72, Gustavo Morinigo 83             |
| 2 marca 2008   | Club Olimpia – Club 2 de Mayo 1:0 Carlos Humberto Paredes 7                                                                 |
| 2 marca 2008   | Club Guaraní – 12 de Octubre Itaugua 1:0 Pedro Julían Chavez 84                                                             |
| 2 marca 2008   | Silvio Pettirossi Asunción – Cerro Porteño 1:2 Lauro Cazal 21 – Diego Figueredo 11, Luis Cáceres 80                         |

### Apertura 4
| Data          | Mecz |
| ------------- | --- |
| 8 marca 2008  | Tacuary Asunción – Club Nacional 2:1 Ramón Cardozo 55, 90 – Fábio Escobar 2                                                                                |
| 9 marca 2008  | Silvio Pettirossi Asunción – Club Sol de América 2:4 Oscar Bareiro 38, Ever Rodas 44k – José Ortigoza 18, 78, Alcides Rodas 28, Edgar Benítez Santander 38 |
| 9 marca 2008  | Cerro Porteño – Club Libertad 0:2 Juan Samudio 23, Omar Pouso 33                                                                                           |
| 9 marca 2008  | 3 de Febrero Ciudad del Este – Club Guaraní 1:2 Ignacio Cáceres 70 – Jonathan Fabbro 11, 16                                                                |
| 9 marca 2008  | 12 de Octubre Itaugua – Club Olimpia 1:2 Hugo Notario 79 – Edison Giménez 45, 46                                                                           |
| 12 marca 2008 | Club 2 de Mayo – Sportivo Luqueño 2:0 Daniel Buring 14, 71                                                                                                 |

### Apertura 5
| Data          | Mecz |
| ------------- | --- |
| 15 marca 2008 | Club Guaraní – Cerro Porteño 0:2 Marcelo Estigarribia 41, Lorgio Álvarez 70                                                             |
| 15 marca 2008 | Club Libertad – Silvio Pettirossi Asunción 3:0 Rolando Marciano Bogado 2, Juan Manuel Olivera 88, Arnaldo Andrés Vera 90                |
| 16 marca 2008 | Club Sol de América – Tacuary Asunción 4:1 ?, José Ortigoza 39, Luís Cupla 43, Cristian Ovelar 70 – Patrocinio Samudio 18               |
| 16 marca 2008 | Club Nacional – Club 2 de Mayo 2:1 Nelson Figueredo 83s, Heber Arriola 90 – Robert Franco 45                                            |
| 16 marca 2008 | Sportivo Luqueño – 12 de Octubre Itaugua 3:2 Diego Martínez 33, Juan Abente 69, Domingo Ortiz 86s – Antonio Recalde 8, Julio Aguilar 83 |
| 16 marca 2008 | Club Olimpia – 3 de Febrero Ciudad del Este 2:1 Edison Giménez 55, Juan Rodrigo Rojas 80 – Ricardo Ortiz 1                              |

### Apertura 6
| Data          | Mecz |
| ------------- | --- |
| 22 marca 2008 | Club Libertad – Club Sol de América 4:0 Juan Manuel Olivera 2, Sergio Aquino 58, Edgar Gustavo Balbuena 74, Dante López 80                                          |
| 22 marca 2008 | Silvio Pettirossi Asunción – Club Guaraní 1:2 Carlos Goroso 62, Jonathan Fabbro 19, Julián Benítez 55                                                               |
| 22 marca 2008 | 12 de Octubre Itaugua – Club Nacional 1:3 Julio Aguilar 28 – Marcos Melgarejo 45, Gustavo Morinigo 65, Ariel Bogado 71                                              |
| 22 marca 2008 | Club 2 de Mayo – Tacuary Asunción 1:2 Silvio Monzón 68 – Cirilo Antonio Mora 61, Patrocinio Samudio 88                                                              |
| 23 marca 2008 | Cerro Porteño – Club Olimpia 1:0 Marcelo Estigarribia 50 |
| 23 marca 2008 | 3 de Febrero Ciudad del Este – Sportivo Luqueño 4:2 Ricardo Ortiz 20, 25, Diego Martínez 78s, César Llamas 81 – Robert Servín 64, Thiers Charles da Silva Wether 65 |

### Apertura 7
| Data          | Mecz |
| ------------- | --- |
| 26 marca 2008 | Club Sol de América – Club 2 de Mayo 1:2 Edgar Benítez Santander 22 – Carlos Zorrilla 33, Silvio Monzón 44                                                               |
| 26 marca 2008 | Tacuary Asunción – 12 de Octubre Itaugua 1:2 Luciano Vera 56 – Julio Aguilar 9, 58                                                                                       |
| 26 marca 2008 | Club Nacional – 3 de Febrero Ciudad del Este 2:1 Arnaldo Andrés Espínola 25, Ariel Bogado 90 – Felipe Giménez 77                                                         |
| 26 marca 2008 | Sportivo Luqueño – Cerro Porteño 0:5 Víctor Ferreira 7, 31, 69, César Ramírez Cajes 42, Pablo Júnior Giménez 71                                                          |
| 26 marca 2008 | Club Olimpia – Silvio Pettirossi Asunción 3:3 Juan Rodrigo Rojas 38, Emanuel Fernándes Francou 59, Edison Giménez 75k – Oscar Bareiro 4, Carlos Goroso 21, Joel Pérez 58 |
| 26 marca 2008 | Club Guaraní – Club Libertad 0:3 Juan Samudio 58, Osvaldo Martínez 64, Arnaldo Andrés Vera 89                                                                            |

### Apertura 8
| Data          | Mecz |
| ------------- | --- |
| 29 marca 2008 | Silvio Pettirossi Asunción – Sportivo Luqueño 2:0 Derlis Roberto Peralta 55s, Lauro Cazal 90                                                                                |
| 30 marca 2008 | Club Guaraní – Club Sol de América 3:1 Jorge Núñez 35, Cesar Cáceres Cañete 66, 72 – Edgar Benítez Santander 6                                                              |
| 30 marca 2008 | Cerro Porteño – Club Nacional 0:0 |
| 30 marca 2008 | 3 de Febrero Ciudad del Este – Tacuary Asunción 2:4 Ricardo Ortiz 46, Troadio Duarte 52 – Patrocinio Samudio 49, Armando González 56s, Daniel Ferreira 68, Ramón Cardozo 74 |
| 30 marca 2008 | 12 de Octubre Itaugua – Club 2 de Mayo 2:0 Julio Aguilar 28, Diego Martínez 58                                                                                              |
| 30 marca 2008 | Club Libertad – Club Olimpia 1:0 Víctor Cáceres 55 |

### Apertura 9
| Data            | Mecz |
| --------------- | --- |
| 5 kwietnia 2008 | Sportivo Luqueño – Club Libertad 0:1 Vladimir Marín 19                                                                                                 |
| 5 kwietnia 2008 | Club 2 de Mayo – 3 de Febrero Ciudad del Este 1:2 Emerson Matías 69k – Ignacio Cáceres 27, Gustavo Mencia Dávalos 77                                   |
| 6 kwietnia 2008 | Club Olimpia – Club Guaraní 0:2 ?, Jonathan Fabbro 83                                                                                                  |
| 6 kwietnia 2008 | Club Sol de América – 12 de Octubre Itaugua 2:3 Edgar Miranda 28, Luís Alberto Cabral 32 – Miguel Domínguez 14, Julio Aguilar 16, Francisco Esteche 70 |
| 6 kwietnia 2008 | Club Nacional – Silvio Pettirossi Asunción 2:0 Raúl Román 2, Gustavo Morinigo 16                                                                       |
| 6 kwietnia 2008 | Tacuary Asunción – Cerro Porteño 1:1 Carlos Ruiz Peralta 59 – Nelson Cabrera 62                                                                        |

### Apertura 10
| Data             | Mecz |
| ---------------- | --- |
| 12 kwietnia 2008 | Club Libertad – Club Nacional 1:1 Dante López 9 – Fábio Escobar 41                                                                          |
| 13 kwietnia 2008 | Club Olimpia – Club Sol de América 0:1 Luis Acosta 66                                                                                       |
| 13 kwietnia 2008 | Club Guaraní – Sportivo Luqueño 2:2 Paulo Centurión 33, Javier González 39 – Rubén Gigena 26, 28                                            |
| 13 kwietnia 2008 | Silvio Pettirossi Asunción – Tacuary Asunción 1:0 Valmir de Oliveira 72                                                                     |
| 13 kwietnia 2008 | Cerro Porteño – Club 2 de Mayo 1:0 Luis Cáceres 90                                                                                          |
| 13 kwietnia 2008 | 3 de Febrero Ciudad del Este – 12 de Octubre Itaugua 4:0 Gustavo Mencia Dávalos 17, Hugo Centurión 40k, 68, Francisco Solano López Rojas 89 |

### Apertura 11
| Data             | Mecz |
| ---------------- | --- |
| 18 kwietnia 2008 | Sportivo Luqueño – Club Olimpia 0:1 Raúl Amarilla 50                                                                     |
| 18 kwietnia 2008 | Club 2 de Mayo – Silvio Pettirossi Asunción 3:1 Josias Cardozo 31, Félix Araújo 86, Emerson Matías 90k – Lauro Cazal 42  |
| 19 kwietnia 2008 | 12 de Octubre Itaugua – Cerro Porteño 2:2 Domingo Ortiz 26, Hugo Notario 68 – Nelson Cabrera 2k, Pablo Júnior Giménez 16 |
| 19 kwietnia 2008 | Club Sol de América – 3 de Febrero Ciudad del Este 2:1 José Ortigoza 42, Esteban Ramírez 90k – Hugo Centurión 36         |
| 19 kwietnia 2008 | Club Nacional – Club Guaraní 1:0 Fábio Escobar 73                                                                        |
| 19 kwietnia 2008 | Tacuary Asunción – Club Libertad 1:2 Daniel Ferreira 37 – Juan Manuel Olivera 55, Pedro Benítez 78                       |

### Apertura 12
| Data             | Mecz |
| ---------------- | --- |
| 25 kwietnia 2008 | Club 2 de Mayo – Club Libertad 1:0 Richard Daniel Alvarez 58 |
| 26 kwietnia 2008 | Club Nacional – Club Olimpia 4:0 Arnaldo Andrés Espínola 5, Fábio Escobar 42, Fábio Escobar 90, Rodrigo Fabián Cantero 90                                         |
| 26 kwietnia 2008 | Tacuary Asunción – Club Guaraní 2:5 Patrocinio Samudio 42, Cristian Fatecha 64 – Javier González 6, 55, Julián Benítez 9, Jonathan Fabbro 46, Santander Ospina 90 |
| 26 kwietnia 2008 | 3 de Febrero Ciudad del Este – Cerro Porteño 1:0 Moisés Maldonado 19                                                                                              |
| 27 kwietnia 2008 | Sportivo Luqueño – Club Sol de América 2:1 Luis Núñez 38, Thiers Charles da Silva Wether 48 – Cristian Ovelar 72                                                  |
| 27 kwietnia 2008 | 12 de Octubre Itaugua – Silvio Pettirossi Asunción 3:1 Diego Martínez 14, Francisco Esteche 84k, Julio Aguilar 90 – Valmir de Oliveira 37                         |

### Apertura 13
| Data             | Mecz |
| ---------------- | --- |
| 30 kwietnia 2008 | Silvio Pettirossi Asunción – 3 de Febrero Ciudad del Este 0:1 Wilson Méndez 90                                             |
| 30 kwietnia 2008 | Club Guaraní – Club 2 de Mayo 1:1 Javier González 81 – Javier González 22s                                                 |
| 30 kwietnia 2008 | Club Olimpia – Tacuary Asunción 2:2 Emanuel Fernándes Francou 11, César Zayas 45 – Daniel Ferreira 68, Cristian Fatecha 78 |
| 30 kwietnia 2008 | Club Sol de América – Cerro Porteño 3:1 Luís Cupla 39, Jorge Núñez 68s, Cristian Ovelar 83 – Nelson Cabrera 65k            |
| 30 kwietnia 2008 | Sportivo Luqueño – Club Nacional 0:5 Raúl Román 20, Fábio Escobar 28, 71, Ariel Bogado 50, 68                              |
| 30 kwietnia 2008 | Club Libertad – 12 de Octubre Itaugua 1:1 Nelson Romero 84 – Julio Aguilar 58                                              |

### Apertura 14
| Data        | Mecz |
| ----------- | --- |
| 3 maja 2008 | Club 2 de Mayo – Club Olimpia 0:1 Raúl Amarilla 45                                                       |
| 4 maja 2008 | 12 de Octubre Itaugua – Club Guaraní 0:1 Miguel Paniagua 26                                              |
| 4 maja 2008 | Club Nacional – Club Sol de América 2:1 Gustavo Morinigo 20, Raúl Román 23 – Oscar Benítez 5             |
| 4 maja 2008 | Tacuary Asunción – Sportivo Luqueño 0:0                                                                  |
| 4 maja 2008 | Cerro Porteño – Silvio Pettirossi Asunción 1:0 César Ramírez Cajes 74                                    |
| 5 maja 2008 | 3 de Febrero Ciudad del Este – Club Libertad 0:4 Juan Samudio 23, 33, Pedro Benítez 46, Nelson Romero 84 |

### Apertura 15
| Data         | Mecz |
| ------------ | --- |
| 9 maja 2008  | Club Olimpia – 12 de Octubre Itaugua 0:0                                                                             |
| 10 maja 2008 | Club Nacional – Tacuary Asunción 0:1 Cirilo Antonio Mora 86                                                          |
| 10 maja 2008 | Club Guaraní – 3 de Febrero Ciudad del Este 0:1 José Franco 90                                                       |
| 10 maja 2008 | Club Sol de América – Silvio Pettirossi Asunción 4:0 José Ortigoza 11, Luís Alberto Cabral 67, Lorenzo Frutos 48, 80 |
| 10 maja 2008 | Sportivo Luqueño – Club 2 de Mayo 1:1 Diego Martínez 81k – José Ramírez 57                                           |
| 11 maja 2008 | Club Libertad – Cerro Porteño 2:0 Juan Samudio 27, Roberto Gamarra 50                                                |

### Apertura 16
| Data         | Mecz |
| ------------ | --- |
| 14 maja 2008 | Tacuary Asunción – Club Sol de América 0:2 José Ortigoza 32, 78                                                           |
| 14 maja 2008 | 12 de Octubre Itaugua – Sportivo Luqueño 0:3 Luis Núñez 19, Juan Abente 28, Diego Martínez 86                             |
| 14 maja 2008 | Silvio Pettirossi Asunción – Club Libertad 0:4 Vladimir Marín 13, Juan Samudio 40, Osvaldo Martínez 46, Víctor Cáceres 77 |
| 14 maja 2008 | Club 2 de Mayo – Club Nacional 0:4 Ariel Bogado 21, 90, Fábio Escobar 25, Ramón Ortigoza 29s                              |
| 14 maja 2008 | Cerro Porteño – Club Guaraní 1:0 Joel Benítez 13s                                                                         |
| 14 maja 2008 | 3 de Febrero Ciudad del Este – Club Olimpia 3:1 José Franco 69, Francisco Solano López Rojas 82, José Franco 85           |

### Apertura 17
| Data         | Mecz |
| ------------ | --- |
| 17 maja 2008 | Club Olimpia – Cerro Porteño 1:2 Carlos Humberto Paredes 15 – Pablo Júnior Giménez 19, Ernesto Cristaldo 36 |
| 17 maja 2008 | Club Nacional – 12 de Octubre Itaugua 3:1 Ariel Bogado 54, 64, Fábio Escobar 58 – Hugo Notario 65           |
| 17 maja 2008 | Club Sol de América – Club Libertad 0:1 Osvaldo Martínez 87                                                 |
| 18 maja 2008 | Sportivo Luqueño – 3 de Febrero Ciudad del Este 2:1 Luis Núñez 56, Robert Servín 66 – José Franco 22        |
| 18 maja 2008 | Tacuary Asunción – Club 2 de Mayo 1:1 Gustavo Sanabria 78 – Emerson Matías 23                               |
| 18 maja 2008 | Club Guaraní – Silvio Pettirossi Asunción 1:0 Cesar Cáceres Cañete 41                                       |

### Apertura 18
| Data           | Mecz |
| -------------- | --- |
| 23 maja 2008   | Club 2 de Mayo – Club Sol de América 2:0 Emerson Matías 66, Nelson Figueredo 85                                                                      |
| 25 maja 2008   | 12 de Octubre Itaugua – Tacuary Asunción 1:1 Antonio Recalde 50 – Carlos Ruiz Peralta 20                                                             |
| 25 maja 2008   | 3 de Febrero Ciudad del Este – Club Nacional 2:2 Ricardo Ortiz 47, William Dordeneles Da Silva Shuster 84 – Raúl Román 60, Fabio Ramos 69            |
| 25 maja 2008   | Silvio Pettirossi Asunción – Club Olimpia 2:3 Tomas González 43, Víctor H. Cáceres 81 – Edison Giménez 1, Nicolás Martinez 31, Arturo Villasanti 89s |
| 4 czerwca 2008 | Cerro Porteño – Sportivo Luqueño 3:3 Marcelo Estigarribia 53, Pablo Júnior Giménez 60, Jorge Núñez 72 – Rubén Gigena 48, 78, Luis Núñez 50           |
| 4 czerwca 2008 | Club Libertad – Club Guaraní 3:1 Vladimir Marín 27, Juan Samudio 34, Pedro Benítez 49 – Fernando Cafasso 53                                          |

### Apertura 19
| Data            | Mecz |
| --------------- | --- |
| 30 maja 2008    | Sportivo Luqueño – Silvio Pettirossi Asunción 3:3 Rubén Gigena 29, 68, Thiers Charles da Silva Wether 62 – Carlos Goroso 1, Lauro Cazal 45, Oscar Bareiro 73 |
| 30 maja 2008    | Club 2 de Mayo – 12 de Octubre Itaugua 1:1 Silvio Monzón 12 – Alfredo Centurión 49                                                                           |
| 31 maja 2008    | Club Sol de América – Club Guaraní 1:1 Esteban Ramírez 85 – Jonathan Fabbro 22                                                                               |
| 31 maja 2008    | Tacuary Asunción – 3 de Febrero Ciudad del Este 2:1 Daniel Ferreira 30, Luciano Vera 79 – José Franco 35                                                     |
| 1 czerwca 2008  | Club Nacional – Cerro Porteño 0:3 Jorge Britez 43, Ernesto Cristaldo 65, Pablo Júnior Giménez 85                                                             |
| 11 czerwca 2008 | Club Libertad – Club Olimpia 2:1 Vladimir Marín 13, Juan Samudio 31 – Edison Giménez 36                                                                      |

### Apertura 20
| Data           | Mecz |
| -------------- | --- |
| 7 czerwca 2008 | Silvio Pettirossi Asunción – Club Nacional 1:4 Fábio Escobar 36s – Gustavo Morinigo 4, Enrique Gabriel Meza 13, Fábio Escobar 88, Raúl Román 89 |
| 8 czerwca 2008 | 12 de Octubre Itaugua – Club Sol de América 3:3 Alfredo Centurión 1, Julio Aguilar 41, 78 – Edgar Benítez Santander 68, Cristian Ovelar 87, 90  |
| 8 czerwca 2008 | 3 de Febrero Ciudad del Este – Club 2 de Mayo 1:3 Wilson Méndez 10 – Josias Cardozo 1, Fabio dos Santos 72, Edgar Filippini 87                  |
| 8 czerwca 2008 | Cerro Porteño – Tacuary Asunción 0:0 |
| 8 czerwca 2008 | Club Libertad – Sportivo Luqueño 4:3 Vladimir Marín 9, Pedro Benítez 70, Juan Samudio 72, 87 – Rubén Gigena 34, 62, 67                          |
| 8 czerwca 2008 | Club Guaraní – Club Olimpia 2:0 Fernando Cafasso 8, Miguel Paniagua 88                                                                          |

### Apertura 21
| Data            | Mecz |
| --------------- | --- |
| 21 czerwca 2008 | Tacuary Asunción – Silvio Pettirossi Asunción 1:1 Luciano Vera 82 – José Barreto 84                                       |
| 21 czerwca 2008 | Club 2 de Mayo – Cerro Porteño 2:1 Josias Cardozo 10, Emerson Matías 63 – Ernesto Cristaldo 16                            |
| 21 czerwca 2008 | 12 de Octubre Itaugua – 3 de Febrero Ciudad del Este 0:0                                                                  |
| 22 czerwca 2008 | Club Sol de América – Club Olimpia 2:2 Edgar Benítez Santander 63, 76 – Edison Giménez 11, Gilberto Velázquez 88          |
| 22 czerwca 2008 | Sportivo Luqueño – Club Guaraní 1:3 Roberto Medina 26 – Cesar Cáceres Cañete 37, Carlos Ariel Neumann 77, Joel Benítez 90 |
| 22 czerwca 2008 | Club Nacional – Club Libertad 1:4 Fábio Escobar 21 – Osvaldo Martínez 11, 25, Vladimir Marín 19, Juan Samudio 47          |

### Apertura 22
| Data            | Mecz |
| --------------- | --- |
| 27 czerwca 2008 | Cerro Porteño – 12 de Octubre Itaugua 4:3 Rubén Benítez 29, Edgar Gamarra 31s, Pablo Júnior Giménez 82, 84 – Francisco Esteche 4, Vicente Rodrigo Paciello 8, 40 |
| 28 czerwca 2008 | Club Libertad – Tacuary Asunción 2:0 Dante López 43, 79 |
| 28 czerwca 2008 | 3 de Febrero Ciudad del Este – Club Sol de América 1:5 Hugo Centurión 61 – Diego Chamorro 29, José Ortigoza 37k, 57k, 86, Diego Chamorro 87                      |
| 28 czerwca 2008 | Silvio Pettirossi Asunción – Club 2 de Mayo 0:2 Jorge Florentin 35s, Mario Jara 79                                                                               |
| 29 czerwca 2008 | Club Olimpia – Sportivo Luqueño 1:1 Edison Giménez 48 – Oscar Maximiliano Núñez 3                                                                                |
| 29 czerwca 2008 | Club Guaraní – Club Nacional 2:3 Carlos Ariel Neumann 53, Julián Benítez 85 – Fábio Escobar 11, Ariel Bogado 26, Gustavo Morinigo 52                             |

### Tabela Apertura 2008
| Poz | Klub                         | Mecze | Zw | Rem | Por | Pkt | BrZd | BrStr |
| --- | ---------------------------- | ----- | -- | --- | --- | --- | ---- | ----- |
| 1   | Club Libertad                | 22    | 18 | 3   | 1   | 57  | 53   | 13    |
| 2   | Club Nacional                | 22    | 14 | 3   | 5   | 45  | 44   | 25    |
| 3   | Cerro Porteño                | 22    | 11 | 5   | 6   | 38  | 34   | 26    |
| 4   | Club Guaraní                 | 22    | 11 | 3   | 8   | 36  | 31   | 26    |
| 5   | Club 2 de Mayo               | 22    | 9  | 4   | 9   | 31  | 27   | 25    |
| 6   | Club Sol de América          | 22    | 8  | 3   | 11  | 27  | 40   | 39    |
| 7   | 3 de Febrero Ciudad del Este | 22    | 8  | 3   | 11  | 27  | 32   | 40    |
| 8   | Club Olimpia                 | 22    | 7  | 5   | 10  | 26  | 23   | 32    |
| 9   | Sportivo Luqueño             | 22    | 6  | 7   | 9   | 25  | 33   | 44    |
| 10  | Tacuary Asunción             | 22    | 5  | 8   | 9   | 23  | 24   | 34    |
| 11  | 12 de Octubre Itaugua        | 22    | 4  | 8   | 10  | 20  | 29   | 40    |
| 12  | Silvio Pettirossi Asunción   | 22    | 3  | 4   | 15  | 13  | 21   | 47    |

## Torneo Clausura 2008

### Clausura 1
| Data          | Mecz |
| ------------- | --- |
| 25 lipca 2008 | Club Olimpia – Club Nacional 0:0                                                                                               |
| 26 lipca 2008 | Tacuary Asunción – Club Sol de América 0:1 Patrocinio Samudio 90+2s                                                            |
| 26 lipca 2008 | Club Libertad – Silvio Pettirossi Asunción 1:0 Víctor Cáceres 90                                                               |
| 27 lipca 2008 | Cerro Porteño – Club Guaraní 1:5 Pablo Gimenez 81 – Jonathan Fabbro 17k, 57, 65k, Javier González 48, 59                       |
| 27 lipca 2008 | Sportivo Luqueño – 3 de Febrero Ciudad del Este 3:2 Jorge Sanabria 37, Luis Núñez 48, César González 52 – Richard Leite 71, 90 |
| 27 lipca 2008 | 12 de Octubre Itaugua – Club 2 de Mayo 3:1 Héctor Núñez 26, Hugo Notario 36, Francisco Esteche 54 – Alfredo Cano 39            |

### Clausura 2
| Data            | Mecz |
| --------------- | --- |
| 2 sierpnia 2008 | 3 de Febrero Ciudad del Este – Club Libertad 1:2 Pedro Sarabia 39s – Osvaldo Martinez 13, Vladimir Marín 32 |
| 3 sierpnia 2008 | Cerro Porteño – 12 de Octubre Itaugua 0:0 |
| 3 sierpnia 2008 | Club Guaraní – Sportivo Luqueño 1:0 Fernando Andres Cafasso 66 |
| 3 sierpnia 2008 | Club Nacional – Club 2 de Mayo 2:0 Raúl Basilio Román 1, Glaucineis Martins da Silva 16 |
| 3 sierpnia 2008 | Silvio Pettirossi Asunción – Tacuary Asunción 1:2 Francisco Solano López Rojas 29 – José Ariel Núñez 62, Gustavo Alberto Sanabria 73                                                                                      |
| 3 sierpnia 2008 | Club Sol de América – Club Olimpia 4:3 Esteban Javier Ramírez 46, José María Ortigoza 81, Cristian Ovelar 86, Edgar Milciades Benítez 90+3k – Franco Daniel Mendoza 35, Christian Gustavo Leiva 48, Juan Rodolfo Krone 55 |

### Clausura 3
| Data             | Mecz |
| ---------------- | --- |
| 8 sierpnia 2008  | Club Olimpia – Silvio Pettirossi Asunción 4:0 Franco Daniel Mendoza 7, 24k, Alejandro Nicolás Martínez 51, Marco Antonio Lazaga 61                 |
| 9 sierpnia 2008  | Club Libertad – Club Guaraní 1:1 Vladimir Marín 12 – Elvis Israel Marecos 90+2                                                                     |
| 9 sierpnia 2008  | Tacuary Asunción – 3 de Febrero Ciudad del Este 2:1 Daniel Ferreira 66, Jorge Miguel Ortega 90+1 – Ricardo Javier Ortiz 11                         |
| 10 sierpnia 2008 | Club 2 de Mayo – Club Sol de América 2:3 Paulo Cardoso Junior 58, Nelson Dario Figueredo 83 – Luis Daniel Cupla 14, Edgar Milciades Benítez 27, 45 |
| 10 sierpnia 2008 | 12 de Octubre Itaugua – Club Nacional 2:1 Sergio Alejandro Jiménez 5, Vicente Rodrigo Paciello 77 – Fabio Escobar 57                               |
| 10 sierpnia 2008 | Sportivo Luqueño – Cerro Porteño 0:0 |

### Clausura 4
| Data             | Mecz |
| ---------------- | --- |
| 15 sierpnia 2008 | Silvio Pettirossi Asunción – Club 2 de Mayo 1:1 Francisco Solano López Rojas 15k – Paulo Cardoso Junior 5                                        |
| 15 sierpnia 2008 | Club Sol de América – Club Nacional 2:0 Edgar Milciades Benítez 3, Marcos Gustavo Pereira 87                                                     |
| 16 sierpnia 2008 | Cerro Porteño – Club Libertad 0:0 |
| 16 sierpnia 2008 | 3 de Febrero Ciudad del Este – Club Olimpia 2:0 Gustavo Ramón Mencia 43, Victor Socrates Michael Genes 75                                        |
| 17 sierpnia 2008 | Sportivo Luqueño – 12 de Octubre Itaugua 2:2 Reinaldo Román 34k, Ángel Marcelo Martínez 54s – Hugo César Notario 14, Sergio Alejandro Jiménez 30 |
| 17 sierpnia 2008 | Club Guaraní – Tacuary Asunción 3:1 Jonathan Fabbro 16, Fernando Andrés Caffaso 55, Cristian Gustavo Sosa 58 – Daniel Ferreira 86                |

### Clausura 5
| Data             | Mecz |
| ---------------- | --- |
| 20 sierpnia 2008 | 12 de Octubre Itaugua – Club Sol de América 2:0 Guillermo Alexis Beltrán 34, Francisco Javier Esteche 90              |
| 20 sierpnia 2008 | Club Nacional – Silvio Pettirossi Asunción 0:0                                                                        |
| 20 sierpnia 2008 | Tacuary Asunción – Cerro Porteño 1:2 Jorge Miguel Ortega 25 – Nelson David Cabrera 62k, Erwin Lorenzo Ávalos 90       |
| 20 sierpnia 2008 | Club 2 de Mayo – 3 de Febrero Ciudad del Este 1:1 Ramón Ortigoza 70 – Lauro Ramón Cazal 88                            |
| 3 września 2008  | Club Libertad – Sportivo Luqueño 4:2 Roberto Carlos Gamarra 6, 64, Manuel José Maciel 66, Jorge Alexandro Sanabria 87 |
| 3 września 2008  | Club Olimpia – Club Guaraní 0:2 Julián Alfonso Benítez 66, Jonathan Fabbro 72k                                        |

### Clausura 6
| Data             | Mecz |
| ---------------- | --- |
| 23 sierpnia 2008 | Club Guaraní – Club 2 de Mayo 0:0 |
| 23 sierpnia 2008 | Club Libertad – 12 de Octubre Itaugua 1:0 Juan Eduardo Samudio 47                                                                                                 |
| 24 sierpnia 2008 | Sportivo Luqueño – Tacuary Asunción 2:3 Edgar Juvencio Miranda 27, Walter David Avalos 55k – Luciano Vera 14, Daniel Ferreira 46, Reinaldo Ocampo 85              |
| 24 sierpnia 2008 | Cerro Porteño – Club Olimpia 1:0 Luis Enrique Caceres 80 |
| 24 sierpnia 2008 | 3 de Febrero Ciudad del Este – Club Nacional 1:1 Victor Socrates Michael Genes 37 – Ignacio Ramón Cáceres 85                                                      |
| 24 sierpnia 2008 | Silvio Pettirossi Asunción – Club Sol de América 1:4 Tomás Alberto González 67 – José María Ortigoza 6, Marcos Gustavo Pereira 14, Edgar Milciades Benítez 45, 63 |

### Clausura 7
| Data             | Mecz |
| ---------------- | --- |
| 30 sierpnia 2008 | Club Nacional – Club Guaraní 0:0 |
| 30 sierpnia 2008 | Tacuary Asunción – Club Libertad 1:0 Daniel Ferreira 35k                                                                             |
| 31 sierpnia 2008 | 12 de Octubre Itaugua – Silvio Pettirossi Asunción 2:0 Guillermo Alexis Beltrán 35, Hugo César Notario 53                            |
| 31 sierpnia 2008 | Club Sol de América – 3 de Febrero Ciudad del Este 1:2 Edgar Milciades Benítez 59 – Michel Osmar Godoy 40, Rafael dos Santos 86      |
| 31 sierpnia 2008 | Club 2 de Mayo – Cerro Porteño 2:2 Alfredo Cano 35, Elvio Abel Almada 41 – Erwin Lorenzo Ávalos 57, Mariano Alejandro Campodónico 76 |
| 7 września 2008  | Club Olimpia – Sportivo Luqueño 2:1 Marco Antonio Lazaga 5k, 61 – Claudio David Vargas 20                                            |

### Clausura 8
| Data             | Mecz |
| ---------------- | --- |
| 13 września 2008 | Tacuary Asunción – 12 de Octubre Itaugua 0:1 Vicente Rodrigo Paciello 85                                   |
| 13 września 2008 | Club Guaraní – Club Sol de América 0:0                                                                     |
| 14 września 2008 | Club Libertad – Club Olimpia 1:1 Roberto Carlos Gamarra 4 – Juan Manuel Lucero 63                          |
| 14 września 2008 | Sportivo Luqueño – Club 2 de Mayo 1:1 Claudio David Vargas 76k – Alfredo Cano 78                           |
| 14 września 2008 | Cerro Porteño – Club Nacional 2:3 Erwin Lorenzo Ávalos 4, Roberto Antonio Servín 41 – Fabio Ramón Ramos 63 |
| 14 września 2008 | 3 de Febrero Ciudad del Este – Silvio Pettirossi Asunción 2:0 Lauro Ramón Cazal 3, 48                      |

### Clausura 9
| Data             | Mecz |
| ---------------- | --- |
| 19 września 2008 | Silvio Pettirossi Asunción – Club Guaraní 0:1 Jonathan Fabbro 60                                                                            |
| 19 września 2008 | Club Sol de América – Cerro Porteño 1:2 Edgar Milciades Benítez 55 – Nelson David Cabrera 51k, Oscar Moisés Gamarra 73                      |
| 19 września 2008 | Club 2 de Mayo – Club Libertad 1:1 Nelson Dario Figueredo 81 – Juan Eduardo Samudio 77                                                      |
| 20 września 2008 | 12 de Octubre Itaugua – 3 de Febrero Ciudad del Este 2:1 Hugo César Notario 3, Héctor Mario Núñez 36 – Gustavo Ramón Mencia 34              |
| 20 września 2008 | Club Nacional – Sportivo Luqueño 0:0 |
| 21 września 2008 | Club Olimpia – Tacuary Asunción 1:3 Marco Antonio Lazaga 58 – Daniel Ferreira 27, Carlos Luis Ruiz Peralta 84, Gustavo Alberto Sanabria 88k |

### Clausura 10
| Data             | Mecz |
| ---------------- | --- |
| 23 września 2008 | Cerro Porteño – Silvio Pettirossi Asunción 1:1 Pablo Junior Giménez 68 – Oscar Adrian Bareiro 4                                            |
| 24 września 2008 | Sportivo Luqueño – Club Sol de América 0:3 Marcos Gustavo Pereira 55, Edgar Milciades Benítez 67, José María Ortigoza 69                   |
| 24 września 2008 | Club Libertad – Club Nacional 3:0 Juan Manuel Olivera 37, Lorgio Álvarez 73, Juan Eduardo Samudio 88                                       |
| 24 września 2008 | Tacuary Asunción – Club 2 de Mayo 1:2 Gustavo Giménez 33 – Alfredo Cano 13, Nelson Dario Figueredo 26                                      |
| 24 września 2008 | Club Olimpia – 12 de Octubre Itaugua 3:1 Marco Antonio Lazaga 25k, Juan Rodrigo Rojas 68, Edgar Daniel González 75 – Hugo César Notario 21 |
| 24 września 2008 | Club Guaraní – 3 de Febrero Ciudad del Este 2:1 Javier Mercedes González 65, Jonathan Fabbro 81 – Richard Fabian Leite 88                  |

### Clausura 11
| Data             | Mecz |
| ---------------- | --- |
| 27 września 2008 | 3 de Febrero Ciudad del Este – Cerro Porteño 1:1 Milton Rodrigo Benítez 25 – Erwin Lorenzo Ávalos 89                                                          |
| 28 września 2008 | Club 2 de Mayo – Club Olimpia 1:1 Elvio Abel Almada 30 – Darío Raúl Caballero 85                                                                              |
| 28 września 2008 | Silvio Pettirossi Asunción – Sportivo Luqueño 0:0 |
| 28 września 2008 | Club Sol de América – Club Libertad 0:1 Juan Eduardo Samudio 45                                                                                               |
| 28 września 2008 | 12 de Octubre Itaugua – Club Guaraní 4:1 Diego Armando Martínez 23, Francisco Javier Esteche 27k, Guillermo Alexis Beltrán 45+1, 89 – César Daniel Cáceres 60 |
| 28 września 2008 | Club Nacional – Tacuary Asunción 1:0 Fabio Ramón Ramos 63k |

### Clausura 12
| Data                | Mecz |
| ------------------- | --- |
| 3 października 2008 | Club 2 de Mayo – 12 de Octubre Itaugua 3:0 Gustavo David Noguera 12, Emerson Matías 47, Guillermo Alexis Beltrán 49s           |
| 4 października 2008 | Silvio Pettirossi Asunción – Club Libertad 0:1 Lorgio Álvarez 68                                                               |
| 5 października 2008 | Club Nacional – Club Olimpia 1:1 Raúl Basilio Román 41 – Marco Antonio Lazaga 39                                               |
| 5 października 2008 | Club Sol de América – Tacuary Asunción 2:0 Edgar Milciades Benítez 42, 72                                                      |
| 5 października 2008 | 3 de Febrero Ciudad del Este – Sportivo Luqueño 1:2 Michel Osmar Godoy 5 – Nery Alejandro Fernández 28, Walter David Avalos 35 |
| 5 października 2008 | Club Guaraní – Cerro Porteño 3:0 Jonathan Fabbro 13k, 68, Javier Mercedes González 46                                          |

### Clausura 13
| Data                 | Mecz |
| -------------------- | --- |
| 17 października 2008 | Club 2 de Mayo – Club Nacional 0:2 Fabio Escobar 67, Heber Alberto Arriola 78                                                       |
| 18 października 2008 | Club Libertad – 3 de Febrero Ciudad del Este 0:0                                                                                    |
| 18 października 2008 | Tacuary Asunción – Silvio Pettirossi Asunción 1:0 Daniel Ferreira 20                                                                |
| 19 października 2008 | 12 de Octubre Itaugua – Cerro Porteño 1:3 Francisco Javier Esteche 56 – Javier Alejandro Villarreal 30, 56, Erwin Lorenzo Ávalos 79 |
| 19 października 2008 | Sportivo Luqueño – Club Guaraní 1:0 Jorge Alexandro Sanabria 90                                                                     |
| 19 października 2008 | Club Olimpia – Club Sol de América 1:1 Carlos Humberto Paredes 34 – José María Ortigoza 24                                          |

### Clausura 14
| Data                 | Mecz |
| -------------------- | --- |
| 24 października 2008 | Silvio Pettirossi Asunción – Club Olimpia 2:3 César David Martínez 17, Elvis Dure 75 – Carlos Humberto Paredes 5, Marco Antonio Lazaga 42k, 47                                             |
| 24 października 2008 | 3 de Febrero Ciudad del Este – Tacuary Asunción 3:2 Milton Rodrigo Benítez 59, 64, Rafael dos Santos 85 – Daniel Ferreira 1, Reinaldo Ocampo 58                                            |
| 25 października 2008 | Club Nacional – 12 de Octubre Itaugua 1:0 Raúl Basilio Román 18 |
| 25 października 2008 | Club Sol de América – Club 2 de Mayo 2:2 Edgar Milciades Benítez 13, Pedro Rubén González 58 – Emerson Francisco Matias Reba 32k, Nelson David Figueredo 78                                |
| 25 października 2008 | Cerro Porteño – Sportivo Luqueño 2:2 Erwin Lorenzo Ávalos 87, Nelson David Cabrera 90 – Juan Ángel Hermosilla 31, Nery Alejandro Fernández 40                                              |
| 25 października 2008 | Club Guaraní – Club Libertad 1:1 Jonathan Fabbro 29k – Osvaldo David Martínez 31 mecz przerwany po pierwszej połowie z powodu burzy i wyładowań elektrycznych – dokończony następnego dnia |
| 26 października 2008 | Club Guaraní – Club Libertad 1:2 Jonathan Fabbro 29k – Osvaldo David Martínez 31, Manuel José Maciel 86 dokończenie drugiej połowy meczu przerwanego 25 października                       |

### Clausura 15
| Data                 | Mecz |
| -------------------- | --- |
| 28 października 2008 | Club Olimpia – 3 de Febrero Ciudad del Este 2:0 Martín Albano Pautasso 33, Juan Rodrigo Rojas 58                                                              |
| 29 października 2008 | Tacuary Asunción – Club Guaraní 1:1 Luciano Vera 47 – Jonathan Fabbro 14k                                                                                     |
| 29 października 2008 | Club Nacional – Club Sol de América 2:3 Glaucineis da Silva 47, Julio César Ortellado 80 – Jorge Narciso Cáceres 90                                           |
| 29 października 2008 | 12 de Octubre Itaugua – Sportivo Luqueño 3:2 Guillermo Alexis Beltrán 41, 56, Hugo César Notario 43 – Juan Ángel Hermosilla 6, Claudio David Vargas 78k       |
| 29 października 2008 | Club Libertad – Cerro Porteño 1:3 Osvaldo David Martínez 82 – Luis Enrique Caceres 4, Erwin Lorenzo Ávalos 30, César Augusto Ramírez 44                       |
| 29 października 2008 | Club 2 de Mayo – Silvio Pettirossi Asunción 2:2 Sergio Martín Torales 10, Thiers Charles da Silva Wether 17 – Alexander González 20, Carlos Alberto Núñez 89s |

### Clausura 16
| Data             | Mecz |
| ---------------- | --- |
| 1 listopada 2008 | Cerro Porteño – Tacuary Asunción 0:1 Reinaldo Ocampo 67                                                                                                |
| 2 listopada 2008 | Club Sol de América – 12 de Octubre Itaugua 3:0 Edgar Milciades Benítez 2, Jorge Luis Candia 80s, Esteban Javier Ramírez 87                            |
| 2 listopada 2008 | Silvio Pettirossi Asunción – Club Nacional 1:3 Angel David Alonso 27 – Julio César Ortellado 17, Heber Alberto Arriola 25, Domingo Gabriel Martínez 41 |
| 2 listopada 2008 | 3 de Febrero Ciudad del Este – Club 2 de Mayo 0:1 Antonio Maidana 87                                                                                   |
| 2 listopada 2008 | Club Guaraní – Club Olimpia 1:1 Julián Alfonso Benítez 60 – Darío Raúl Caballero 90+4                                                                  |
| 2 listopada 2008 | Sportivo Luqueño – Club Libertad 0:3 Manuel José Maciel 27, 44, Vladimir Marín 37                                                                      |

### Clausura 17
| Data             | Mecz |
| ---------------- | --- |
| 7 listopada 2008 | 12 de Octubre Itaugua – Club Libertad 2:2 Pablo Alejandro Medina 57, Hugo César Notario 69 – Manuel José Maciel 68, Vladimir Marín 87                          |
| 7 listopada 2008 | Tacuary Asunción – Sportivo Luqueño 0:1 Bladimiro Duarte 5 |
| 7 listopada 2008 | Club 2 de Mayo – Club Guaraní 1:1 Christian Damian Soto 40 – Gilberto Ramón Palacios 66                                                                        |
| 7 listopada 2008 | Club Sol de América – Silvio Pettirossi Asunción 3:1 Marcos Gustavo Pereira 33, Edgar Milciades Benítez 47, Lorenzo Rodrigo Frutos 90+2 – Christian Fatecha 72 |
| 8 listopada 2008 | Club Nacional – 3 de Febrero Ciudad del Este 2:1 Glaucineis da Silva 31, Fabio Escobar 56 – Milton Rodrigo Benítez 24                                          |
| 9 listopada 2008 | Club Olimpia – Cerro Porteño 1:3 Marco Antonio Lazaga 34 – César Augusto Ramírez 4, Erwin Lorenzo Ávalos 65, Celso Fernando Ortiz 74                           |

### Clausura 18
| Data              | Mecz |
| ----------------- | --- |
| 11 listopada 2008 | Club Libertad – Tacuary Asunción 1:1 Manuel José Maciel 4 – Luciano Vera 24k                                            |
| 12 listopada 2008 | Silvio Pettirossi Asunción – 12 de Octubre Itaugua 1:1 Christian Fatecha 42 – Diego Armando Martínez 1                  |
| 12 listopada 2008 | 3 de Febrero Ciudad del Este – Club Sol de América 2:0 William Dordeneles Da Silva Shuster 54k, Ricardo Javier Ortiz 84 |
| 12 listopada 2008 | Club Guaraní – Club Nacional 1:0 Elvis Israel Marecos 13                                                                |
| 12 listopada 2008 | Cerro Porteño – Club 2 de Mayo 1:0 Javier Alejandro Villarreal 23                                                       |
| 12 listopada 2008 | Sportivo Luqueño – Club Olimpia 1:2 Walter David Avalos 27 – Osmar de la Cruz Molinas 10, Christian David Alvarez 90+1  |

### Clausura 19
| Data              | Mecz |
| ----------------- | --- |
| 15 listopada 2008 | Club Olimpia – Club Libertad 1:2 Mario Edison Giménez 60 – Adalberto Roman 64, Manuel José Maciel 82                                               |
| 16 listopada 2008 | Club Sol de América – Club Guaraní 1:3 José María Ortigoza 89 – Gilberto Ramón Palacios 25, Julián Alfonso Benítez 62, Javier Mercedes González 86 |
| 16 listopada 2008 | 12 de Octubre Itaugua – Tacuary Asunción 0:1 Antonio Miño 15                                                                                       |
| 16 listopada 2008 | Silvio Pettirossi Asunción – 3 de Febrero Ciudad del Este 0:0                                                                                      |
| 16 listopada 2008 | Club Nacional – Cerro Porteño 1:0 Fabio Escobar 77                                                                                                 |
| 18 listopada 2008 | Club 2 de Mayo – Sportivo Luqueño 2:3 Emerson Francisco Matias Reba 30, 85 – Walter David Avalos 10, 78, Bladimiro Duarte 37                       |

### Clausura 20
| Data              | Mecz |
| ----------------- | --- |
| 22 listopada 2008 | Club Guaraní – Silvio Pettirossi Asunción 3:1 Gilberto Ramón Palacios 13, 79, César Daniel Cáceres 44 – Freddy Ferrer Sandoval 77                                      |
| 22 listopada 2008 | Tacuary Asunción – Club Olimpia 1:1 Carlos Luis Ruiz Peralta 83 – Raúl Vicente Amarilla 77                                                                             |
| 23 listopada 2008 | 3 de Febrero Ciudad del Este – 12 de Octubre Itaugua 2:1 César Llamas 2, 62 – Ricardo Mazzacote 43                                                                     |
| 23 listopada 2008 | Cerro Porteño – Club Sol de América 2:0 Luis Carlos Cardozo 10, Celso Fernando Ortiz 90                                                                                |
| 23 listopada 2008 | Sportivo Luqueño – Club Nacional 4:2 Walter David Avalos 15, 38k, Claudio David Vargas 49, Luis Alejandro Núñez 51 – Ignacio Ramón Cáceres 74, Glaucineis da Silva 80k |
| 23 listopada 2008 | Club Libertad – Club 2 de Mayo 3:0 Vladimir Marín 41, Juan Eduardo Samudio 61, 87k                                                                                     |

### Clausura 21
| Data              | Mecz |
| ----------------- | --- |
| 28 listopada 2008 | Club 2 de Mayo – Tacuary Asunción 0:1 Mario Vicente Jara 4s |
| 29 listopada 2008 | 3 de Febrero Ciudad del Este – Club Guaraní 1:4 William Dordenelles Da Silva Shuster 73k – Héctor Federico Carballo 36, Gilberto Ramón Palacios 47, 58, Jonathan Fabbro 87k |
| 29 listopada 2008 | 12 de Octubre Itaugua – Club Olimpia 0:3 Franco Daniel Mendoza 45, Jorge Luis Candia 60s, Juan Rodrigo Rojas 67                                                             |
| 29 listopada 2008 | Club Nacional – Club Libertad 1:1 Julio César Ortellado 32 – Juan Eduardo Samudio 6                                                                                         |
| 30 listopada 2008 | Silvio Pettirossi Asunción – Cerro Porteño 0:4 César Augusto Ramírez 16, Jorge Orlando Brítez 40k, Luis Enrique Caceres 75, Pablo Junior Giménez 82                         |
| 30 listopada 2008 | Club Sol de América – Sportivo Luqueño 2:0 José María Ortigoza 29, Luís Alberto Cabral 89                                                                                   |

### Clausura 22
| Data           | Mecz |
| -------------- | --- |
| 5 grudnia 2008 | Club Olimpia – Club 2 de Mayo 2:3 Derlis Aníbal Cardozo 6, Mario Edison Giménez 36 – Carlos Alberto Núñez 42, Gustavo David Noguera 49, 84         |
| 6 grudnia 2008 | Sportivo Luqueño – Silvio Pettirossi Asunción 0:3 Roberto Chaparro 29, David Salinas 41, 46                                                        |
| 7 grudnia 2008 | Cerro Porteño – 3 de Febrero Ciudad del Este 2:2 Javier Alejandro Villarreal 46, Mariano Alejandro Campodónico 59k – Julio César Martínez 29k, 61k |
| 7 grudnia 2008 | Club Guaraní – 12 de Octubre Itaugua 2:0 Julián Alfonso Benítez 46, César Daniel Cañete 64                                                         |
| 7 grudnia 2008 | Club Libertad – Club Sol de América 4:1 Vladimir Marín 17, 21, Víctor Javier Cáceres 58, Manuel José Maciel 74 – Jorge Narciso Cáceres 32          |
| 7 grudnia 2008 | Tacuary Asunción – Club Nacional 0:0 |

### Tabela końcowa Clausura 2008
| Poz | Klub                         | Mecze | Zw | Rem | Por | Pkt | BrZd | BrStr |
| --- | ---------------------------- | ----- | -- | --- | --- | --- | ---- | ----- |
| 1   | Club Libertad                | 22    | 12 | 8   | 2   | 44  | 35   | 17    |
| 2   | Club Guaraní                 | 22    | 12 | 7   | 3   | 43  | 36   | 17    |
| 3   | Club Sol de América          | 22    | 11 | 3   | 8   | 36  | 37   | 30    |
| 4   | Cerro Porteño                | 22    | 9  | 8   | 5   | 35  | 32   | 26    |
| 5   | Club Nacional                | 22    | 8  | 8   | 6   | 32  | 23   | 22    |
| 6   | Tacuary Asunción             | 22    | 9  | 4   | 9   | 31  | 23   | 24    |
| 7   | Club Olimpia                 | 22    | 7  | 7   | 8   | 28  | 33   | 31    |
| 8   | 12 de Octubre Itaugua        | 22    | 8  | 4   | 10  | 28  | 27   | 33    |
| 9   | 3 de Febrero Ciudad del Este | 22    | 6  | 6   | 10  | 24  | 27   | 31    |
| 10  | Sportivo Luqueño             | 22    | 6  | 6   | 10  | 24  | 27   | 38    |
| 11  | Club 2 de Mayo               | 22    | 4  | 10  | 8   | 22  | 26   | 33    |
| 12  | Silvio Pettirossi Asunción   | 22    | 1  | 7   | 14  | 10  | 15   | 39    |

## Sumaryczna tabela sezonu 2008
| Poz | Klub                         | Mecze | Zw | Rem | Por | Pkt | BrZd | BrStr |
| --- | ---------------------------- | ----- | -- | --- | --- | --- | ---- | ----- |
| 1   | Club Libertad                | 44    | 30 | 11  | 3   | 101 | 88   | 30    |
| 2   | Club Guaraní                 | 44    | 23 | 10  | 11  | 79  | 67   | 43    |
| 3   | Club Nacional                | 44    | 22 | 11  | 11  | 77  | 67   | 47    |
| 4   | Cerro Porteño                | 44    | 20 | 13  | 11  | 73  | 66   | 52    |
| 5   | Club Sol de América          | 44    | 19 | 6   | 19  | 63  | 77   | 69    |
| 6   | Club Olimpia                 | 44    | 14 | 12  | 18  | 54  | 56   | 63    |
| 7   | Tacuary Asunción             | 44    | 14 | 12  | 18  | 54  | 47   | 58    |
| 8   | Club 2 de Mayo               | 44    | 13 | 14  | 17  | 53  | 53   | 58    |
| 9   | 3 de Febrero Ciudad del Este | 44    | 14 | 9   | 21  | 51  | 59   | 71    |
| 10  | Sportivo Luqueño             | 44    | 12 | 13  | 19  | 49  | 60   | 82    |
| 11  | 12 de Octubre Itaugua        | 44    | 12 | 12  | 20  | 48  | 56   | 73    |
| 12  | Silvio Pettirossi Asunción   | 44    | 4  | 11  | 29  | 23  | 36   | 86    |

O spadku z ligi decydował średni dorobek z trzech ostatnich sezonów.
Do pierwszej ligi awansował bezpośrednio mistrz drugiej ligi Club Rubio Ñú. Drugi klub General Caballero Asunción stoczył baraż z 3 de Febrero Ciudad del Este.
| Data            | Mecz |
| --------------- | --- |
| 10 grudnia 2008 | General Caballero Asunción – 3 de Febrero Ciudad del Este 0:3 Julio Martínez 50, Armando González 69, 90+1          |
| 14 grudnia 2008 | 3 de Febrero Ciudad del Este – General Caballero Asunción 1:2 Michel Godoy 55 – Víctor Servín 47, Evert Martínez 68 |

Klub 3 de Febrero Ciudad del Este pozostał w pierwszej lidze.